# 格林里奇 (密蘇里州)
格林里奇（英語：Green Ridge）是位於美國密蘇里州佩蒂斯縣的城市。

## 人口
根據2020年美國人口普查的數據，格林里奇的面積為1.13平方千米，當中陸地面積為1.11平方千米，而水域面積為0.02平方千米。當地共有人口468人，而人口密度為每平方千米414人。